# Stella (Bilancourt)
Stella is een historisch merk van motorfietsen.
De bedrijfsnaam was: Ateliers Stella, Boulongier, Boulogne-Billancourt, later Boulogne (Seine).
Dit was een Frans merk dat zowel buizen- als platenframes bouwde, waarin 98cc-tweetaktmotoren gemonteerd werden. Er waren ook modellen met 346- en 490cc-eencilinders die door Staub in Frankrijk onder JAP-licentie gemaakt werden. Mede door het ruime aanbod van modellen wist het merk tamelijk lang te overleven: van 1921 tot 1936. 
Er was nog een merk met de naam Stella, zie Türkheimer.